# Carex pleurocaula
Carex pleurocaula är en halvgräsart som beskrevs av Ernest Nelmes. Carex pleurocaula ingår i släktet starrar, och familjen halvgräs. Inga underarter finns listade i Catalogue of Life.